# Adolfo Menéndez Samará
Adolfo Menéndez Samará (Ciudad de México 1908-Ciudad de México 1954) es un ensayista y filósofo de México. Catedrático en la Escuela Nacional Preparatoria, y en la Universidad Nacional de México en la Cátedra de Introducción a la Filosofía. Se destaca su enfoque existencialista en un sentido amplio, como actitud existencial y modo mediante el cual expresa su propia necesidad vital; y una visión integradora de la filosofía respecto de la poesía. 
Estudió filosofía por la Facultad de Filosofía y Letras de la Universidad Nacional Autónoma de México, donde se doctoró en 1937, asimismo ese mismo año se recibió de abogado en la Escuela Nacional de Jurisprudencia de México.
En sus escritos Menéndez Samará, inicialmente enfoca su pensamiento en la estética, posteriormente dirige su interés partiendo de la Escuela de Marburgo con su idealismo neokantiano hacia posiciones próximas a las de Gabriel Marcel y sus percepciones ante el existencialismo cristiano. 

## Obras
- La estética y sus relaciones (1937).
- La estética y su método dialéctico. El valor de lo bello (1937). Editorial Letras de México, México.
- Dos ensayos sobre Heidegger (1939). Editorial Letras de México, 61 páginas.
- Fanatismo y misticismo (1940), México, La Casa de España en México.
- Breviario de Psicología (1941)
- Iniciación en la filosofía (1943).
- Por una filosofía hispanoamericana. Universidad de Antioquía, (Medellín, Colombia). Tomo 10 No 38-39, mayo de 1940. pag 347-352

## Reconocimientos
Hacia 1953 Adolfo Menéndez Samará que es director del Instituto de Educación Superior del Estado en Morelos, es designado primer rector de la Universidad Autónoma del estado de Morelos, que es creada el 3 de mayo de 1953 a partir del citado Instituto.
Posteriormente en homenaje a su persona, se le cambia el nombre a la Universidad Autónoma del Estado de Morelos en México que pasa a ser designada "Adolfo Menéndez Samará".